# NGC 1489
NGC 1489 је спирална галаксија у сазвежђу Еридан која се налази на NGC листи објеката дубоког неба.
Деклинација објекта је - 19° 13' 2" а ректасцензија 3h 57m 38,1s. Привидна величина (магнитуда) објекта NGC 1489 износи 13,8 а фотографска магнитуда 14,6. NGC 1489 је још познат и под ознакама ESO 549-42, MCG -3-11-3, PGC 14165.